# ورزشگاه شهدای هفتم تیر بابل
ورزشگاه شهدای هفتم تیر بابل، ورزشگاهی در شهر بابل، ایران است که ظرفیت ۵ هزار تماشاگر را دارد و متعلق به اداره کل ورزش و جوانان است. بازی‌های خانگی باشگاه فوتبال دریا کاسپین بابل در این ورزشگاه انجام می‌شود.

## مستاجرها
مستأجر این ورزشگاه باشگاه فوتبال دریا کاسپین بابل است و در گذشته باشگاه فوتبال رایکا بابل و باشگاه فوتبال خونه به خونه نیز مستأجر این ورزشگاه بودند.

## بازسازی
- ورزشگاه شهدای هفتم تیر بابل پس از پایان فصل ۹۷–۹۶ لیگ آزادگان مورد بازسازی و افزایش ظرفیت قرار گرفت.